# 下北勢
下北勢，是臺灣新竹縣湖口鄉的一個傳統地域名稱，位於該鄉中部偏西北。相較於今日行政區，其範圍大致包括愛勢村、仁勢村不含東南端、孝勢村、信勢村、信義村、中正村溪南部分的西北角。
台鐵湖口車站位於本地區東北部，以車站為中心的「新湖口」聚落範圍跨及東鄰上北勢的部分地區，為全鄉政治中心（鄉公所位於上北勢境內）及經濟中心。

## 歷史
台灣清治末期至日治初期，下北勢地區為一街庄，稱為「下北勢庄」，隸屬於竹北二堡。該庄西北及北與德盛庄為鄰，東北一小段與和興庄為鄰，東與上北勢庄、大湖口庄為鄰，南邊及西南邊為波羅汶庄。
1901年（日治明治三十四年）11月，全台廢縣廳改設二十廳，該庄隸屬於新竹廳。1909年（明治四十二年）10月，合併二十廳為十二廳，該庄隸屬不變。1920年（大正九年），廢十二廳改設五州二廳，該庄改制為「下北勢」大字，隸屬於新竹州新竹郡湖口庄，大字下有「下北勢」、「王爺壟」、「狗頭」小字名。
戰後湖口庄改制為湖口鄉，隸屬於新竹縣，大字亦改制為村。1950年桃、竹、苗分治，湖口鄉隸屬不變。

## 聚落
本地區發展較早的聚落為狗頭、王爺壟等，在日治期初期的官方地圖上已有記載。1929年，縱貫線鐵路楊梅、竹北間路段北移，新設湖口車站於本地區東北部。車站附近地區逐漸形成聚落，其後又擴大到東鄰上北勢部分地區，一般稱為「新湖口」，而位於省道台1線旁古稱大湖口的聚落則改稱「老湖口」（舊湖口）。

## 交通
台鐵縱貫線是台灣西部縱向鐵路幹線，大致以東北—西南走向轉北北東—南南西走向經過下北勢地區，並設有湖口車站。該站屬三等站，停靠部份自強號、莒光號列車及全部區間快車、區間車，乘客藉此可前往台鐵沿線各站。
縣道117號（德興路、中山路二段、中正路一段）是新豐埔和至香山內湖的道路，大致以北北西—南南東走向經過本地區東部，向西北轉西可前往福興、後湖並止於省道台15線路口，向南南東可前往老湖口、番子湖、六家、埔頂、新竹市區等地。
鄉道竹109線（中山路二段）是舊跨縣鄉道桃竹109線（新屋社子至新湖口）改編後的新竹縣境內路段，也是新湖口往北北東方向的道路，其南側端點位於新湖口聚落北側縣道117號路口。由此向北北東曲折而行，出境後可經德盛東南端前往和興並止於縣市界桃園區道桃109線南側端點處。
鄉道竹10線（民生街）是新湖口至四湖橋的道路，也是新湖口往東北東方向的道路，其西側端點位於新湖口聚落鄉道竹8線路口。由此向東北轉東再轉東北東並止縣市界桃園區道桃13線西側端點處，續行可前往四湖、三湖、頭湖、楊梅並止於省道台1線路口。
鄉道竹8線（達生路、中平路一段）是新湖口至長安的道路，也是新湖口往東南東方向的道路，其西側端點位於新湖口聚落縣道117號路口。由此向東南東宛蜒而行，可前往四湖尾、長嶺、長安並止於省道台1線路口。
鄉道竹7-1線（中山路二段～一段）是新湖口至中番子湖的道路，也是新湖口往南南西方向的道路，其北側端點位於新湖口聚落中山路二段、信全街路口。由此向南轉南南西可前往波羅汶東部、中番子湖。並止於國道1號的湖口交流道北側。
鄉道竹7線（成功路）是新湖口至波羅汶的道路，也是新湖口往西南方向的道路，其北側端點位於新湖口聚落成功路、達生路路口。由此向南南西轉西南可前往波羅汶並止於省道台1線路口。
鄉道竹2線是新庄子至新湖口的道路，也是新湖口往西北西方向的道路，其東側端點位於新湖口聚落西側的鄉道竹7線路口。由此向西北西轉西再轉西北西出境後，可經德盛西部前往崁頭、新庄子並止於鄉道竹6線路口。

## 學校
- 新湖國中（大部分）
- 新湖國小
- 信勢國小